# Sirolimus
Sirolimus (SRL), auch Rapamycin genannt, ist ein Immunsuppressivum und mTOR-Inhibitor mit Makrolidstruktur (makrozyklisches Lacton). Es ist ein Produkt des Streptomyzeten Streptomyces hygroscopicus, einer Bakterienart, die erstmals aus dem Boden der Insel Rapa Nui (Osterinsel) isoliert wurde.
Sirolimus und Tacrolimus sind miteinander verwandte Substanzen, die allerdings aus unterschiedlichen Streptomyzeten isoliert wurden und auch unterschiedliche Wirkmechanismen haben.

## Anwendungen

### Therapeutisch
Sirolimus wird nach Nierentransplantationen, meist in Kombination mit Ciclosporin und Corticosteroiden, zur Verhinderung einer Organabstoßung eingesetzt. Als eine der wichtigen Nebenwirkungen ist die Wundheilungsstörung zu nennen. Im Gegensatz zu Ciclosporin oder auch Tacrolimus ist Sirolimus nicht nierentoxisch, weshalb es keinen Beitrag zu einer chronischen Transplantatnephropathie liefert.
In der Kardiologie werden die anti-proliferativen Effekte des Sirolimus ausgenutzt, um Wiederverengungen (Restenosen) durch eine Hyperplasie der Gefäß-Intima nach Implantation eines Stents in den Herzkranzgefäßen zu verhindern. Mit Sirolimus beschichtete Stents zeigen in mehreren Studien die Ausbildung von weniger Restenosen im Vergleich zum konventionellen Metallstent. Jedoch besteht die Gefahr einer Stentthrombose, da Sirolimus auch die Neubildung der Neointima verhindert und sich so über einen längeren Zeitraum Thrombozyten an dem Stent ansetzen und den Stent verschließen können.
Aufgrund seiner antiproliferativen Effekte auf Zellen rückte Rapamycin auch ins Blickfeld der Antitumortherapie, da es vermutlich Wachstum als auch Neovaskularisation bestimmter Tumoren zu hemmen vermag. 2015 wurde in den USA von der FDA Sirolimus zur Behandlung der seltenen Lungenkrankheit Lymphangioleiomyomatose anerkannt.
Sirolimus ist in der EU ferner für die Behandlung von Gesichtsangiofibromen im Zusammenhang mit einer tuberösen Sklerose bei Erwachsenen und pädiatrischen Patienten ab 6 Jahren zugelassen.
Des Weiteren zeigte sich Sirolimus außerordentlich wirksam beim Autoimmun-lymphoproliferativen Syndrom (ALPS), bei welchem der hyperaktive mTor-Signalweg in den pathognomonischen CD4-CD8-doppelt-negativen T-Zellen (DNT) spezifisch inhibiert wird.

### Biotechnisch
In der Biochemie wird Sirolimus bei der chemisch induzierten Dimerisierung von bestimmten Fusionsproteinen verwendet.

## Tierversuche

### Lebensverlängerung
In einer Studie aus dem Jahr 2009 konnte die Lebensspanne von Mäusen um 28–38 % von Beginn der Behandlung verlängert werden, was insgesamt einer Verlängerung der maximalen Lebenserwartung um 9–14 % entspricht. Die behandelten Mäuse waren bereits 20 Monate alt, was einem menschlichen Alter von etwa 60 Jahren entspricht. Eine Übertragung der Ergebnisse auf den Menschen ist grundsätzlich nicht ohne Weiteres möglich. In einer Veröffentlichung von 2016 wurde eine Verlängerung der Lebensspanne bei Mäusen um 60 % berichtet.
In den Vereinigten Staaten wurde 2016 ein fünfjähriger Feldversuch mit Rapamycin an über 1500 Hunden mit einem Körpergewicht von über 25 kg angekündigt.

### Alzheimer-Demenz
Im Tiermodell Maus zeigt Rapamycin eine potenziell positive Wirkung gegen Symptome der Alzheimer-Krankheit. Es wird vermutet, dass die Wirkung durch eine mTOR-Hemmung erfolgt. Erhöhte Ablagerungen von β-Amyloid erhöhen vermutlich die Expression von mTOR, während sich umgekehrt durch eine mTOR-Hemmung durch Rapamycin die Konzentration von β-Amyloid zu reduzieren scheint. Der mTOR-Signalweg spielt bei der Regulation der Proteinhomöostase eine Hauptrolle. Bereits 2010 wies Derek Lowe in einem kleinen Blog-Beitrag mit der Überschrift „Rapamycin for Alzheimer’s?“ auf diese Option hin. 2014 berichteten auch chinesische Wissenschaftler, dass eine mTOR-Blockade das Leben verlängern und die Entwicklung einer Alzheimer-Erkrankung verzögern könnte. Allerdings seien noch viele Fragen zu klären, bis dieser Wirkstoff in klinischen Studien geprüft werden könnte.
Die Entwicklung neuer Wirkstoffe gegen die Alzheimer-Demenz ist von vielen Rückschlägen geprägt. Nach Ansicht der Wissenschaftler Matt Kaeberlein (University of Washington, Seattle) und Veronica Galvan (UT Health San Antonio, Texas) ist es sinnvoll, Rapamycin in klinischen Studien zu prüfen, und zwar am besten bei Patienten mit MCI (mild cognitive impairment) und bei Patienten, bei denen gerade eine Alzheimer-Erkrankung diagnostiziert wurde.

## Wirkmechanismus

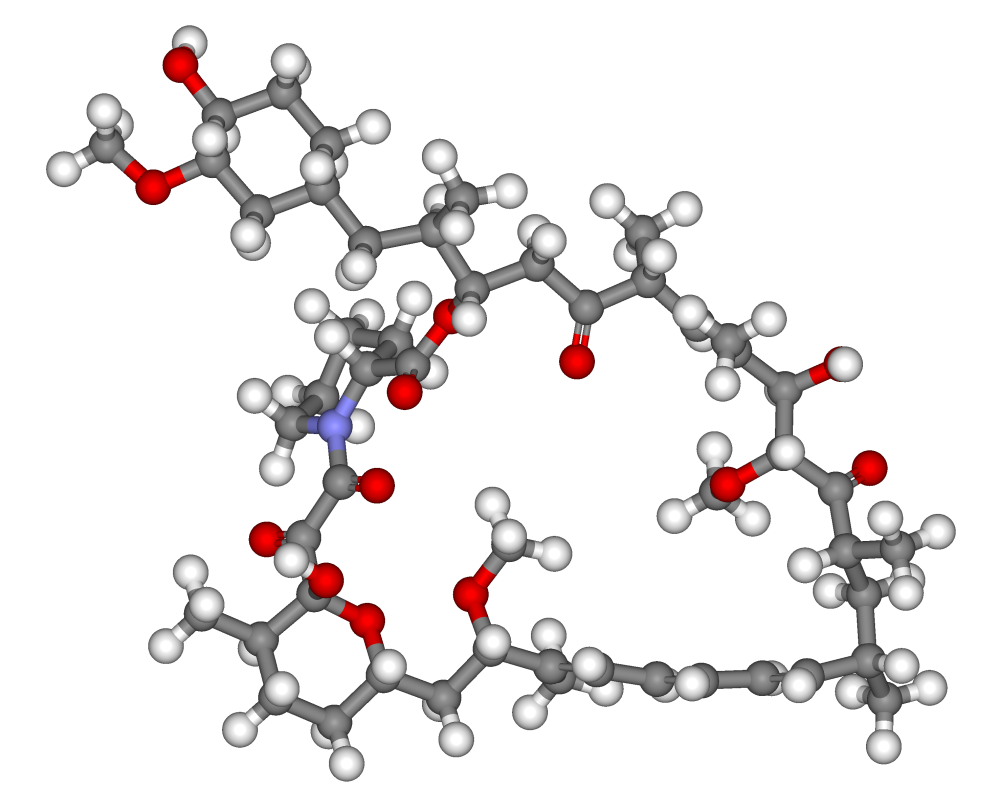
Stäbchenmodell von Sirolimus

Sirolimus hat einen anderen Wirkmechanismus als Ciclosporin und Tacrolimus, die beide Calcineurin hemmen. Die immunsuppressive Wirkung von Sirolimus (Rapamycin) dagegen kommt zustande, indem es mit einem intrazellulären zytosolischen Protein (FKBP12) einen Komplex bildet, der an eine 282 kDa große Serin/Threonin-Proteinkinase bindet und so dieses Protein, mTOR (mammalian Target of Rapamycin, etwa „Ziel von Rapamycin bei Säugetieren“) genannt, hemmt.
Darüber können verschiedene Zytokin-vermittelte Signaltransduktionswege unterdrückt werden, die sonst von mTOR als Teil der Proteinkomplexe mTORC1 und mTORC2 ausgehen. In Folge unterbleibt die Transkription und Translation diverser Gene, insbesondere auch solcher, deren Produkte eine Proliferation vor allem von T-Lymphozyten vorantreiben. Sowohl deren Aktivierung als auch das Voranschreiten von der G1-Phase in die S-Phase des Zellzyklus der T-Zellen wird verhindert.

## Handelsnamen
- Perorale Anwendung: Rapamune (Pfizer)
- Dermale Anwendung: Hyftor (Plusultra pharma)